# Стэнли, Дэвид
Дэвид Стэнли (англ. David Stanley; 1 июня 1828 — 13 марта 1902) — американский кадровый военный, участник индейских войн, генерал армии Союза во время Гражданской войны. В критический момент в сражении при Франклине спас часть дивизии Джорджа Вагнера от уничтожения, заслужив высшую военную награду США — Медаль Почёта. В 1873 году возглавлял Йеллоустонскую экспедицию.

## Биография

### Ранние годы
Дэвид Стэнли родился в городе Сидар-Вэлли, округ Уэйн, штат Огайо. В 1848 году он поступил в военную академию Вест-Пойнт, и окончил её 9-м по успеваемости в выпуске 1852 года. Его определили во 2-й драгунский полк во временном звании второго лейтенанта.
Стэнли служил в кавалерийской школе в Карлайле (1852—1853), и 6 сентября 1863 года получил постоянное звание второго лейтенанта.
Он участвовал в прокладке маршрута трансатлантической железной дороги в 1853—1854 годах, служил на фронтире в форте Маккаветт в Техасе в 1854, в форте Чадберн в 1855, и работал с рекрутами в форте Пьерр в Дакоте в 1856 году. 3 марта его перевели в 1-й кавалерийский полк, а 27 марта он получил звание первого лейтенанта.
Он участвовал в наведении порядка в Канзасе в 1856 году, служил в форте Ливенворт в 1856—1857 годах, участвовал в походе на шайенов в 1857 году, служил в форте Рили в 1857—1858 годах, участвовал в походе на реку Арканзас в 1858 году, снова служил в форте Ливенворт и форте Арбакл в 1858, участвовал в войнах с команчами в 1859, служил в форте Кобб в 1859—1860 годах, в арканзасском форте Смит в 1860—1861, и в форте Уошита на Индейской Территории в 1861 году. 16 марта 1861 года Стэнли получил звание капитана.

### Гражданская война
Дэвид Стэнли участвовал в нескольких сражениях в штате Миссури, в том числе в сражении при Уилсонс-Крик, где он охранял обозы с боеприпасами. Президент Авраам Линкольн назначил Стэнли бригадным генералом 28 сентября 1861 года, хотя Сенат США не подтвердил это назначение до 7 марта 1862 года. Сражаясь на Западном театре военных действий, он участвовал во многих крупных сражениях. Принимал участие во второй битве при Коринфе в качестве командира пехотной дивизии и в сражении при Стоун-Ривер в качестве командира кавалерийской дивизии. 11 марта 1863 года Стэнли был назначен генерал-майором. В конце 1863 года он заболел и пропустил сражение при Чикамоге. В 1864 году он воевал под командованием Уильяма Шермана в качестве командира дивизии IV корпуса Камберлендской армии во время кампании в Атланте, и 27 июля 1864 года был повышен до командира корпуса. После взятия города, Шерман отправил Стэнли и его IV корпус в Теннесси, чтобы помочь защитить штат от вторжения Теннессийской армии Джона Белла Худа.
За то, что он руководил одной из своих бригад в успешном контрнаступлении в критический момент боёв в битве при Франклине, 30 ноября 1864 года, президент Соединённых Штатов наградил его Медалью Почёта 29 марта 1893 года. Две из его дивизий были переведены на оборонительные рубежи XXIII корпуса ещё до сражения, и Стэнли фактически не командовал ими. Две бригады третьей дивизии под командованием бригадного генерала Джорджа Вагнера были разбиты первоначальным нападением конфедератов. Именно за свою роль в контратаке 3-й бригады дивизии Вагнера, Дэвид Стэнли и был награжден. Во время боя он был ранен в шею и упал с лошади. Генерал-майор Джейкоб Кокс, командовавший обороной, предоставил Стэнли новую лошадь, на которой он добрался до полевого госпиталя и больше не участвовал в сражении. Стэнли вернулся к командованию корпусом только после битвы при Нэшвилле.

### Послевоенная карьера
После войны Стэнли был назначен полковником 22-го пехотного полка США, размещённого на Территории Дакота. Он командовал Йеллоустонской экспедицией в 1873 году. Его войска были направлены в качестве охраны и сопровождения исследовательской партии Северной Тихоокеанской железной дороги. Стэнли справился с поставленной задачей, успешно проведя свою колонну через несколько не нанесённых на карту районов, и его благоприятные отчёты об этом регионе привели к последующему его заселению. В 1879 году он и его полк были переведены в Техас для предотвращения набегов враждебных индейцев в западной части штата. В 1882 году он стал командующим округом Нью-Мексико. В марте 1884 года Стэнли был назначен бригадным генералом регулярной армии и командующим Техасским департаментом. В 1892 году он вышел в отставку.
В 1894 году Дэвид Стэнли стал членом общества сынов Американской революции. Он умер в Вашингтоне в 1902 году и был похоронен на национальном кладбище Солджерс-энд-Эйрмен-Хоум.